# Moritz Primavesi
Moritz Primavesi, též Moriz (19. září 1829 Olomouc – 30. září 1896 Olomouc), byl rakouský velkopodnikatel a politik německé národnosti z Moravy; poslanec Moravského zemského sněmu.

## Biografie
Moritz se narodil v roce 1829 v Olomouci, kde vystudoval gymnázium. V roce 1843, ještě jako mladík, převzal manufakturu v Olomouci a po smrti nejstaršího bratra Franze i vedení rodinné bankovní a obchodní firmy. Byl předsedou Svazu moravských cukrovarů. Od roku 1864 byl i členem olomouckého obecního zastupitelstva. Zasedal v čestných spolcích. Byl předsedou olomouckého německého Kasina. V roce 1881 mu byl udělen Řád Františka Josefa.
Pocházel z vlivné podnikatelské rodiny Primavesi, původem z Itálie, která se na několik generací usadila v Olomouci. Byl čtvrtým synem Karla Antona Primavesiho, uváděného též jako Carl Anton Primavesi (1791–1869), který byl od roku 1851 viceprezidentem olomoucké obchodní a živnostenské komory. Sám Moritz pak byl od roku 1875 do roku 1896 prezidentem obchodní a živnostenské komory v Olomouci a předtím v letech 1871–1874 působil jako její viceprezident. Byl majitelem velkoobchodní firmy Paul Primavesi a přádelny ve Vrbně pod Pradědem. Jeho bratřími byli Paul Franz Primavesi (1819–1866), Sigmund Primavesi (1824-1910), Karl Gaetano Primavesi, který zemřel roku 1883, a Josef Primavesi, jenž byl kontradmirálem a roku 1892 získal Císařský rakouský řád Leopoldův. Moritzovým synem byl Otto Primavesi, který se roku 1894 stal členem předsednictva Svazu moravských cukrovarů. Otto Primavesi navázal na rodinnou tradici i tím, že před první světovou válkou byl viceprezidentem obchodní a živnostenské komory v Olomouci.
V 70. letech se zapojil i do vysoké politiky. V zemských volbách v roce 1878 byl zvolen na Moravský zemský sněm, za kurii obchodních a živnostenských komor, obvod Olomouc. Mandát obhájil v zemských volbách v roce 1884. Uvádí se jako věrný stoupenec německého pokrokového proudu (tzv. Ústavní strana, liberálně a centralisticky orientovaná).
Zemřel v září 1896 po dlouhé nemoci ve věku 67 let.